# Улица Квитки Цысик (Чернигов)
Улица Квитки Цысик (до 2023 года — улица Тюленина) (укр. Вулиця Квітки Цісик) — улица в Новозаводском районе города Чернигова, исторически сложившаяся местность (район) Коты. Пролегает от улицы Литовская до улицы Тычины.
Примыкают улицы Коты (Громовой), Шевцовой, Коробко, переулок Квитки Цысик (Тюленина).

## История
До 1974 года называлась улица Олега Кошевого — в честь Героя Советского Союза, члена подпольной организации «Молодая гвардия» Олега Васильевича Кошевого. Переименована, когда село Коты вошло в состав города Чернигова, поскольку в Чернигове уже была улица с данным названием возле завода «Октябрьский молот». 
10 апреля 1974 года улица Олега Кошевого переименована на улица Тюленина — в честь Героя Советского Союза, члена подпольной организации «Молодая гвардия» Сергея Гавриловича Тюленина, согласно Решению Черниговского исполнительного комитета № 225.
С целью проведения политики очищения городского пространства от топонимов, которые возвеличивают, увековечивают, пропагандируют или символизируют Российскую Федерацию и Республику Беларусь, 21 февраля 2023 года улица получила современное название — в честь американской певицы украинского происхождения Квитки Цисык, согласно Решению Черниговского городского совета № 29/VIII-7 «Про переименование улиц в городе Чернигове» («Про перейменування вулиць у місті Чернігові»).
Кроме участка между улицами Кирова (современная Литовская) и Тычины, издание «Чернігівщина: Енциклопедичний довідник» указывает, что есть второй участок улицы — между улицами Тычины и Смирнова.

## Застройка
Улица пролегает в северо-западном направлении. Парная и непарная стороны улицы заняты усадебной застройкой. При примыкании улицы Коробко улицу пересекает безымянный ручей, впадающий в реку Стрижень. 
Учреждения: нет. 